# Bassin central indien

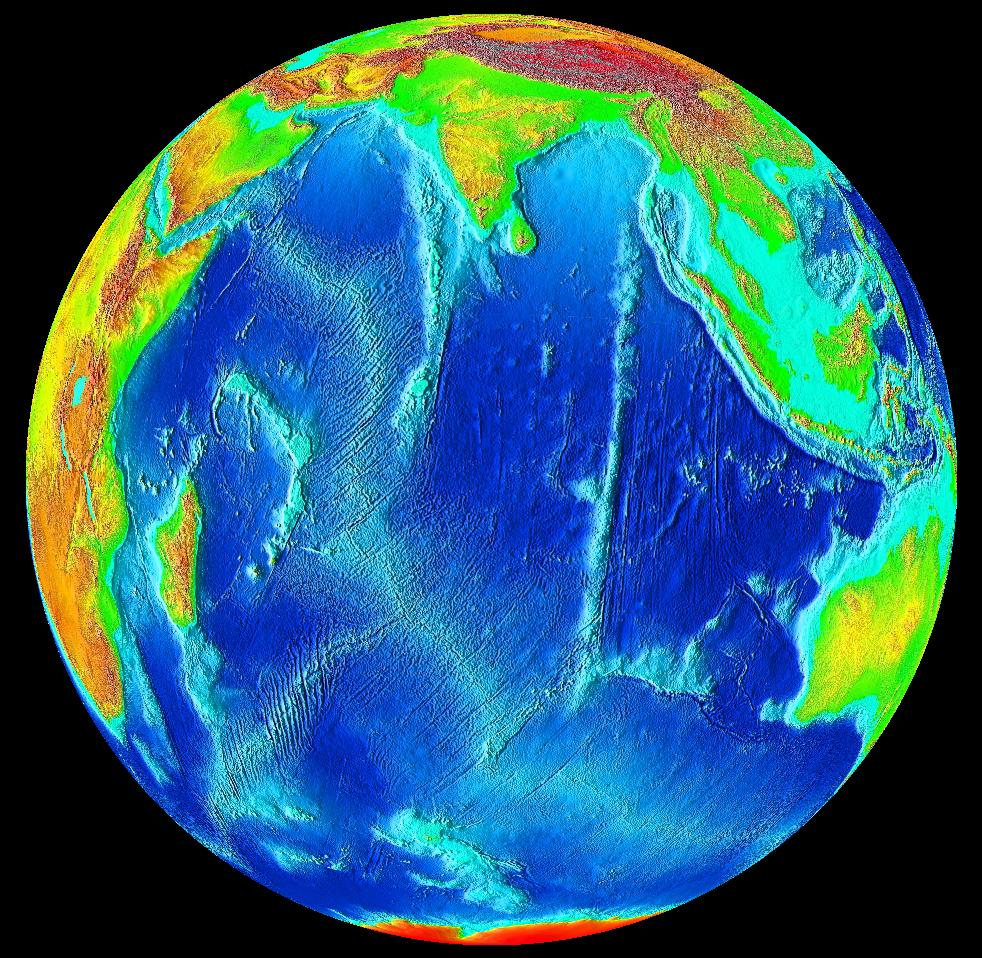
Carte bathymétrique de l'océan Indien montrant le bassin central indien au centre, au sud de l'Inde.

Le bassin central indien est une dépression océanique de l'océan Indien constituée d'une plaine abyssale encadrée par le sous-continent indien au nord-ouest, la dorsale centrale indienne à l'ouest, la dorsale sud-est indienne au sud et la ride du 90° Est à l'est.
Son relief est interrompu par quelques chaînes de montagnes sous-marines telle la Viaud Ridge au nord-ouest mais qui n'atteignent jamais la surface pour former des îles.